# Aytré
Aytré [ɛtʁe] ist eine französische Gemeinde mit 9759 Einwohnern (Stand 1. Januar 2022) im Département Charente-Maritime in der Region Nouvelle-Aquitaine. Sie gehört zum Arrondissement La Rochelle. Die Bewohner nennen sich Aytrésiens.

## Geographie
Die Gemeinde liegt im Ballungsraum südöstlich von La Rochelle und grenzt im Westen an den Atlantischen Ozean. Nachbargemeinden sind:
- La Rochelle im Nordwesten,
- Périgny im Nordosten,
- Saint-Rogatien im Osten,
- La Jarne im Südosten und
- Angoulins im Süden.

An der Nordgrenze verläuft der Canal de la Moulinette, der ein Salinenbecken durchquert und schließlich in den Canal de Marans à La Rochelle mündet.

## Wirtschaft und Infrastruktur

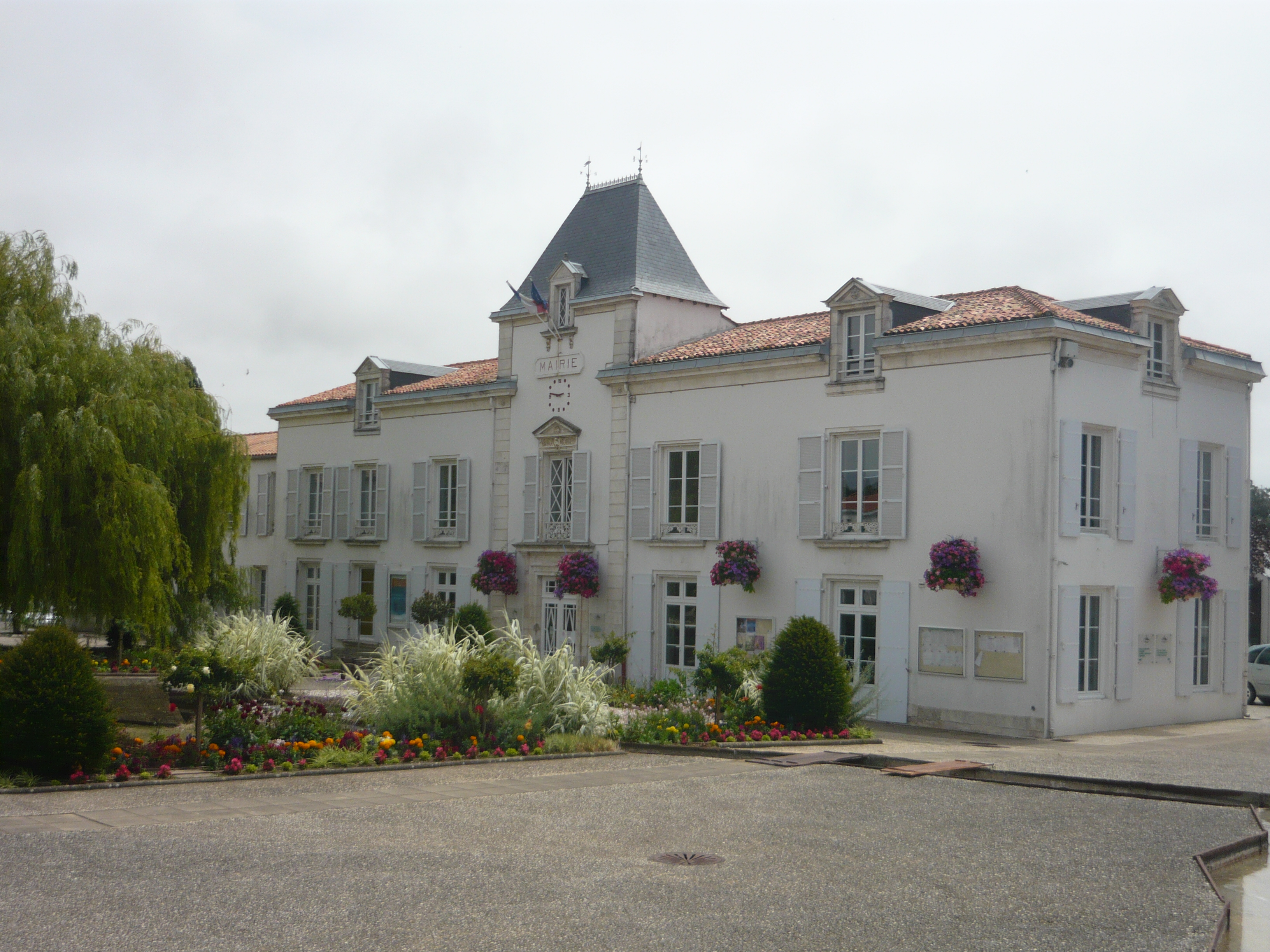
Mairie (Rathaus)

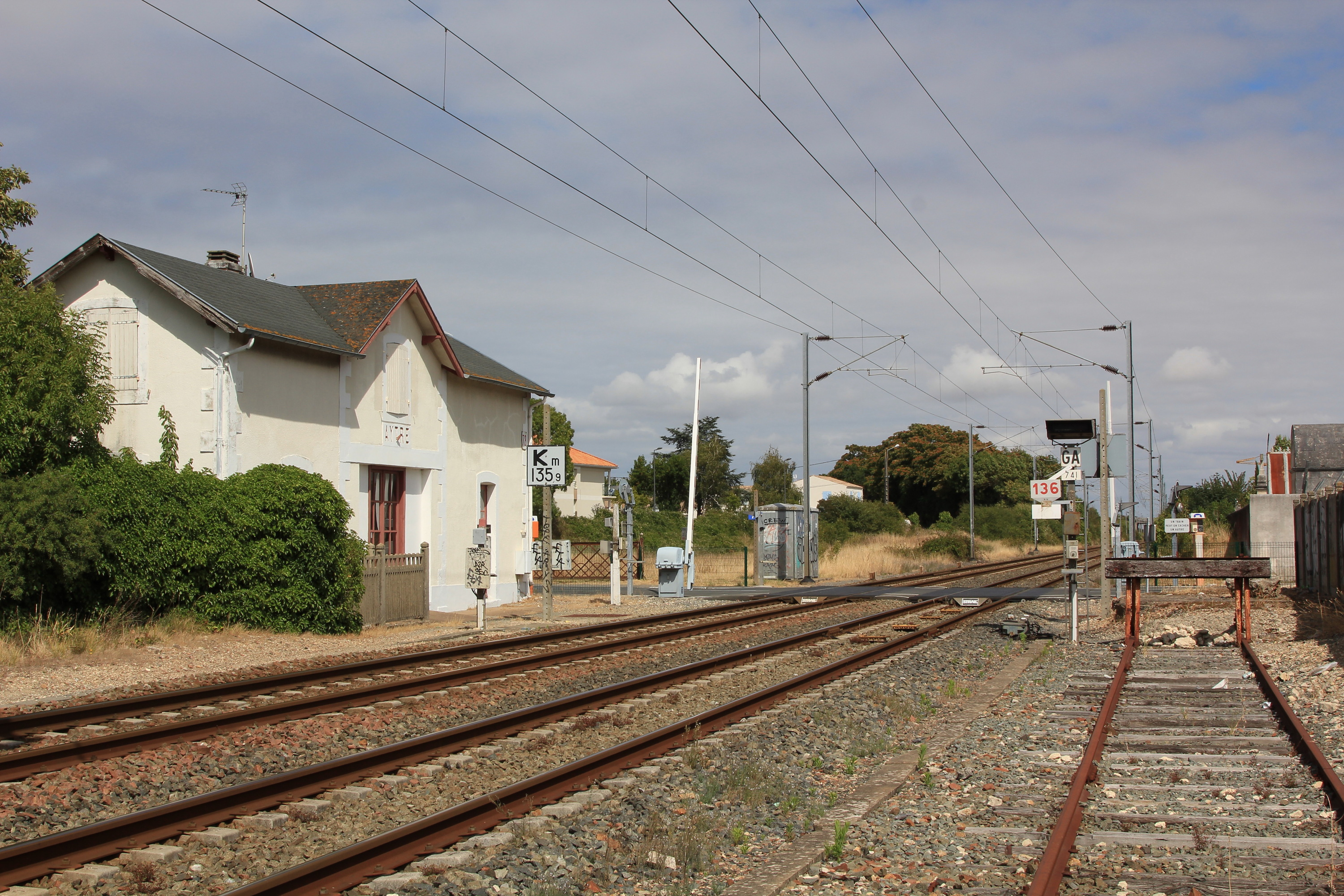
Ehemaliger Bahnhof Aytré

Aytré ist als Wohnvorort von La Rochelle geprägt. Das Werk de Zugherstellers Alstom ist mit über 1000 Beschäftigten der größte Betrieb im Département Charente-Maritime. 2008 wurde dort der Hochgeschwindigkeitszug Alstom AGV präsentiert und später gefertigt. An der Küste werden Austern gezüchtet und durch den Sandstrand spielt auch der Tourismus eine Rolle.

### Verkehr
Aytré wird in West-Ost-Richtung von der Departementsstraße D 939 erschlossen, die von La Rochelle nach Surgères führt. Die Nord-Süd-Achse bildet die Nationalstraße N 137, die heute tangential am östlichen Ortsrand verläuft. In ihrem ursprünglichen Verlauf wurde sie zur Departementsstraße D 137 abgestuft.
Der Ort hatte einen Bahnhof an der Bahnstrecke Saint-Benoît–La Rochelle-Ville, der am 1. Juli 1887 von der Administration des chemins de fer de l’État eröffnet wurde. In den 1970er Jahren wurde er von der SNCF geschlossen. Im Dezember 2008 ging im Ortsteil Plage-d’Aytré an der Bahnstrecke Nantes-Orléans–Saintes der Haltepunkt Aytré-Plage neu in Betrieb.

## Bevölkerungsentwicklung
| Jahr      | 1968 | 1975 | 1982 | 1990 | 1999 | 2006 | 2016 | 2019 |
| Einwohner | 6197 | 6812 | 7278 | 7725 | 8687 | 8970 | 8706 | 9247 |

## Sehenswürdigkeiten
Siehe: Liste der Monuments historiques in Aytré
- Kirche St-Étienne
- Schloss

## Partnergemeinden
- Mihai Bravu, Rumänien